# 赤城インターチェンジ
赤城インターチェンジ（あかぎインターチェンジ）は、群馬県渋川市赤城町津久田にある、関越自動車道のインターチェンジ。旧勢多郡赤城村の位置にあたる。

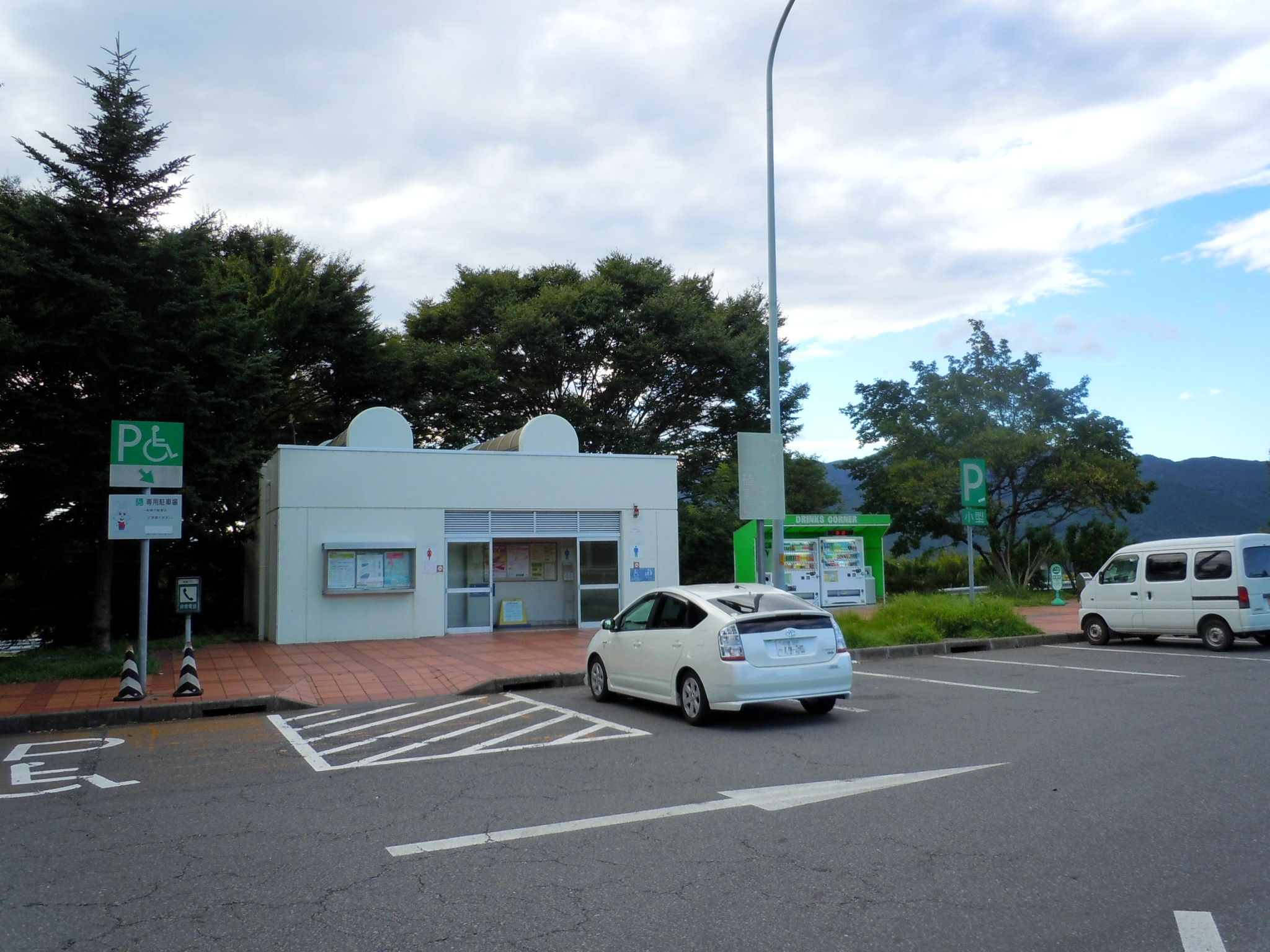
赤城パーキングエリア（下り線）

赤城PAが併設され、上下線とも料金所への流出用ランプウェイがあるので、インターチェンジの流出時だけパーキングエリア施設が利用可能である。

## 道路
- E17 関越自動車道（12-1番）
- 接続する道路：群馬県道70号大間々上白井線

## 料金所
- ブース数：4

### 入口
- ブース数：2
  - ETC専用：1
  - 一般：1

### 出口
- ブース数：2
  - ETC専用：1
  - 一般：1

## 周辺
- 赤城山
- 赤城第1農産物直売所
- 赤城ゴルフ倶楽部
- 敷島駅
- 利根川
- インターチェンジのすぐ近くに関越交通渋川駅 - 勝保沢線の赤城インター口停留所があるが、この停留所は1日の本数が2本のみとなっている。

## 隣
E17 関越自動車道
(12)渋川伊香保IC - (12-1)赤城IC/PA - 赤城高原SA - (12-2)昭和IC